# Đorđe Andrejević Kun
Đorđe Andrejević Kun (en serbe cyrillique : Ђорђе Андрејевић Кун), né à Breslau en 1904 et mort à Belgrade le 17 janvier 1964, est un peintre et graveur serbe.
Artiste de renom, membre de l'Académie serbe des sciences et des arts, il a dessiné le blason de la ville de Belgrade, ainsi que le drapeau et, plus généralement, tous les emblèmes de la république fédérative socialiste de Yougoslavie à l'époque de Tito.

## Biographie
Đorđe Andrejević Kun naquit en Allemagne, mais de parents serbes. Il effectua la plus grande partie de ses études à Berlin et à Belgrade, où il suivit les cours de l'Académie des Beaux-Arts. De cette époque (1925) date un célèbre Autoportrait. Il séjourna en Italie (1926-1928) et à Paris (1928-1930). Une photographie de l'époque parisienne le montre en compagnie de Ljuba Ivanović et de Kosta Hakman.

Le blason de la ville de Belgrade, 1931

En 1931, il remporta le premier prix du concours organisé pour le blason de la ville de Belgrade. Ce blason est encore aujourd'hui celui de la capitale. En 1931 et 1932, il réalisa ses premières expositions personnelles à Belgrade, Zagreb et Novi Sad. 
En 1934, il rejoignit le groupe Život, un cercle d'artistes yougoslaves. Son ensemble d'estampes Krvavo zlato (L'Or ensanglanté) fut publié en 1937.
Đorđe Andrejević Kun combattit avec les Brigades internationales lors de la guerre d'Espagne. En 1939, il publia son recueil d'estampes Za sloboda (Pour la Liberté). L'année suivante il publia en Espagne sa collection d'Esquisses, gravures et dessins (Skice, crtezi, studije). Cette période espagnole lui inspirera aussi une huile sur toile intitulée No pasaran (1945).
De 1941 à 1945, il fit partie des forces de la libération nationale Yougoslave, et, à partir de 1943, il fut membre du Conseil antifasciste de libération nationale de Yougoslavie (AVNOJ).
En 1945, Đorđe Andrejević Kun devint professeur à l'Académie des Beaux-Arts de Belgrade. 

Le drapeau de la république fédérative socialiste de Yougoslavie, 1946.

En 1946, sa série de dessins Les Partisans (Partizani) fut récompensée par le Prix de dessin de la Fédération de Yougoslavie. En 1947, il peignit un portrait en pied du maréchal Tito et en 1949, il obtint le Prix de peinture de la Fédération de Yougoslavie pour son tableau intitulé Témoins de l'horreur (Svedoci užasa). 
De 1951 à 1953, il fit partie du groupe des « Indépendants » (Samostalni) et il réalisa de nombreuses expositions personnelles à Belgrade (1953 et 1959), Kragujevac, Čačak, Niš, Skopje, Zemun, Sombor et Berlin (1963).
Parallèlement à sa création artistique, Đorđe Andrejević Kun reçut de nombreux honneurs. En 1950, il fut élu membre correspondant de l'Académie serbe des sciences et des arts et en devint membre de plein droit en 1958. De 1957 à 1960, il fut président des Artistes de la Fédération de Yougoslavie. De 1959 à 1963, il fut Doyen du Département des Beaux-Arts de l'université de Belgrade.
L'inventaire de ses œuvres comprend quelque 300 peintures, tantôt monumentales, tantôt intimistes. Plus de 60 d'entre elles figurent dans les collections des musées et notamment au musée national de Serbie ; 60 sont la propriété d'institutions gouvernementales ou d'entreprises ; le reste est conservé dans des collections particulières. Son œuvre comporte environ 1 000 dessins, pour la plupart dans des musées. Ce qui subsiste des tirages originaux de l'Or ensanglanté ou de Pour la Liberté se trouve dans les musées de Belgrade. Đorđe Andrejević Kun a également réalisé trois mosaïques : l'une se trouve au Mémorial de guerre d'Ivanjica, une deuxième orne la façade d'un édifice public à Kragujevac et la troisième se trouve à Paris.